# تاریخ حیات
تاریخ حیات روی زمین، از پیدایش اولیه حیات گرفته تا کنون، فرآیندهایی را ردگیری می‌کند که توسط آن‌ها جانداران زنده و جانداران سنگواره فرگشت پیدا کرده‌اند. زمین در حدود ۴٫۵ میلیارد سال پیش شکل گرفت و شواهد نشان می‌دهد که حیات فزون بر ۳٫۷ میلیارد سال پیش پدیدار گشته‌است. همچنین شواهدی مبنی‌بر پیدایش هستی در پیش‌از ۴٫۱ تا ۴٫۲۸ میلیارد سال وجود دارد که سبب ایجاد جدال بر سر سازوکارهای غیرزیستی که ممکن است زندگی پس از آن را شکل داده باشد، گردیده‌است.
شباهت‌ها میان همهٔ جانداران امروزی وجود اجدادی مشترک که همهٔ گونه‌ها در روند فرگشت خود از آنان منشعب شده‌اند را نشان می‌دهد. حدود ۹۹ درصد از همه گونه‌هایی که از آغاز پدیدار گشته‌اند (حدود پنج میلیارد گونه) امروزه وجود ندارند و منقرض شده‌اند. گونه‌هایی که امروزه در زمین وجود دارند حدود ۱۰ تا ۱۴ میلیون برآورد می‌شود که حدود ۱٫۹ میلیون گونه نام‌گذاری شده و ۱٫۸ میلیون گونه در پایگاه‌های داده تا به امروز ثبت شده‌است.

کهن‌ترین شواهد به‌دست‌آمده از حیات برروی زمین آثار کربن زیستی و فسیل‌های استروماتولیتی است که در سنگ‌های دگرگونی ۳٫۷ میلیارد ساله واقع در گرین‌لند کشف شده‌است. در سال ۲۰۱۵، «بقایای احتمالی حیات زنده» در سنگ‌های ۴٫۱ میلیارد ساله در غرب استرالیا یافت شد. در مارس ۲۰۱۷، شواهد احتمالی از قدیمی‌ترین اشکال احتمالی حیات روی زمین به شکل میکروب‌های فسیل‌شده در رسوبات چاه‌های گرمابی در کمربند نووآگیتوک گرین‌استون که در کبک، کانادا گزارش شد، کشف گردید که احتمالاً در آغاز ۴٫۲۸ میلیارد سال پیش می‌زیستند. مدت‌ها پس از تشکیل اقیانوس‌ها در ۴٫۴ میلیارد سال پیش و نه‌چندان دور پس از تشکیل زمین در ۴٫۵۴ میلیارد سال پیش.
فرش‌های میکروبی باکتری‌ها و باستانیان شکل غالب حیات در آغاز دوران نخست‌زیستی بودند و تصور می‌شود بسیاری از گام‌های اصلی در فرگشت اولیه در این محیط رخ داده‌است. فرگشت فتوسنتز، در حدود ۳٫۵ میلیارد سال پیش، در نهایت منجر به تجمع ماده زائد آن، اکسیژن، در اتمسفر شد، که خود منجر به رویداد بزرگ اکسیژنی شد که در حدود ۲٫۴ میلیارد سال پیش آغاز گردید. نخستین شواهد یوکاریوت‌ها (سلول‌های پیچیده با اندامک) مربوط به ۱٫۸۵ میلیارد سال پیش است، و در حالی که ممکن است پیش‌تر وجود داشته باشند، زمانی که آغاز به کاربرد اکسیژن در متابولیسم خود کردند، تنوع‌زایی آن‌ها تسریع شد. سپس، در حدود ۱٫۷ میلیارد سال پیش، جانداران چندسلولی آغاز به ظهور کردند، با سلول‌هایی تمایزیافته که عملکردهای تخصصی را انجام می‌دادند. تولیدمثل جنسی، که شامل ادغام سلول‌های تولیدمثلی نر و ماده (گامت‌ها) برای ایجاد یک زیگوت در فرآیندی به نام لقاح است، برخلاف تولیدمثل غیرجنسی، روش اصلی تولیدمثل برای بیشتر جانداران ماکروسکوپی، از جمله تقریباً همه یوکاریوت‌ها است (که شامل جانوران و گیاهان می‌شود). با این حال، اگرچه منشأ و فرگشت تولیدمثل جنسی برای زیست‌شناسان یک معما باقی‌مانده‌است، اما از یک نسب مشترک که یک گونه یوکاریوتی تک‌سلولی بود، فرگشت یافته‌است. دوسوئیان، جانورانی که دارای سمت چپ و راست هستند که تصویر آینه‌ای یکدیگر می‌باشند، در ۵۵۵ میلیون سال پیش ظاهر شدند.
گیاهان خشکی چندسلولی جلبک‌مانند حتی به حدود ۱ میلیارد سال پیش برمی‌گردند، اگرچه شواهد نشان می‌دهد که حداقل ۲٫۷ میلیارد سال پیش میکروب‌ها نخستین بوم‌سازگان زمینی را تشکیل داده‌اند. تصور می‌شود که میکروب‌ها راه را برای پیدایش هموار کرده‌اند. گیاهان زمینی در دوره اردویسین آن‌قدر موفق بودند که تصور می‌شود در رویداد انقراض دونین پسین نقش داشته‌اند. (به‌نظر می‌رسد زنجیرهٔ طولانی علت و معلولی دلالت بر پیروزی باستان‌سرخس اولیه درختی است (۱) کاهش سطوح CO۲، سبب سرمایش جهانی و کاهش سطح دریاها شد، (۲) ریشه‌های باستان‌سرخس گسترش خاک را افزایش داد که باعث رشد هوازدگی سنگ‌ها شد، و درپی آن رواناب مواد مغذی ممکن است باعث شکوفایی جلبکی شده باشد، که خود منجر به بی‌اکسیژنی گردیده و باعث مرگ جانوران دریایی شد. گونه‌های دریایی قربانیان اولیه انقراض دونین پسین بودند.
مجموعه جانوری ادیاکاران (Ediacara biota) در طول دوره ادیاکاران ظاهر گردید، درحالی‌که مهره‌داران، همراه با دیگر شاخه‌های نوین، حدود ۵۲۵ میلیون سال پیش در طول انفجار کامبرین منشأ گرفتند. در طول دوره پرمین، هم‌کمانان، از جمله نیاکان پستانداران هستند، که بر این سرزمین سلطه داشتند، اما بیشتر این گروه در رویداد انقراض پرمین-تریاس در ۲۵۲ میلیون سال پیش منقرض شدند. در طول بهبودیابی از این فاجعه، شاه‌خزندگان به فراوان‌ترین مهره‌داران خشکی تبدیل شدند. یک گروه شاه‌خزنده، دایناسورها، بر دوره‌های ژوراسیک و کرتاسه سلطه داشتند. پس از رویداد انقراض کرتاسه-پالئوژن ۶۶ میلیون سال پیش، که دایناسورهای غیرپرنده را از میان برد، پستانداران به سرعت در اندازه و تنوع رشد یافتند. چنین انقراض‌های دسته جمعی ممکن است با ایجاد فرصت‌هایی برای تنوع‌بخشیدن به گروه‌های جدیدی از جانداران، فرگشت را تسریع کرده باشد.
تنها درصد بسیار کمی از گونه‌ها شناسایی شده‌اند: یک تخمین ادعا می‌کند که زمین ممکن است ۱ تریلیون گونه داشته باشد، زیرا «شناسایی هر گونه میکروبی روی زمین چالش بزرگی است.» تنها ۱٫۷۵ تا ۱٫۸ میلیون گونه نامگذاری شده‌اند و ۱٫۸ میلیون گونه در یک پایگاه داده مرکزی ثبت شده‌اند. گونه‌های زنده کنونی کمتر از یک درصد از کل گونه‌هایی را که تاکنون روی زمین زندگی کرده‌اند، تشکیل می‌دهند.

## تاریخ نخستین حیات
کهن‌ترین تکه‌های شهاب‌سنگی که روی زمین یافت شده‌اند حدود ۴٫۵۴ میلیارد سال قدمت دارند. این، در درجه نخست با قدمت نهشته‌های سرب باستانی، سن تخمینی زمین را در آن زمان نشان می‌دهد. ماه ترکیبی مشابه پوسته زمین دارد اما هسته غنی از آهن مانند هسته زمین ندارد. بسیاری از دانشمندان می‌اندیشند که حدود ۴۰ میلیون سال پس از تشکیل زمین، با جسمی به اندازه مریخ برخورد کرد و مواد پوسته را به مداری که ماه را تشکیل داد پرتاب کرد. فرضیه دیگر این است که زمین و ماه همزمان آغاز به ادغام کردند، اما زمین، با داشتن گرانش بسیار قوی‌تر از ماه اولیه، تقریباً تمام ذرات آهن منطقه را به خود جذب کرد.
تا سال ۲۰۰۱، کهن‌ترین سنگ‌های یافت‌شده روی زمین حدود ۳٫۸ میلیارد سال قدمت داشتند. بر این اساس، نام این بخش از تاریخ زمین را پیشازیستی گذاشتند. با این حال، تجزیه و تحلیل زیرکن‌های تشکیل‌شده ۴٫۴ میلیارد سال پیش نشان می‌دهد که پوسته زمین حدود ۱۰۰ میلیون سال پس از شکل‌گیری سیاره جامد شد و این سیاره به سرعت اقیانوس‌ها و اتمسفر را به دست آورد، که ممکن است قادر به پشتیبانی از حیات باشد.
شواهد به‌دست‌آمده از ماه نشان می‌دهد که از ۴ تا ۳٫۸ میلیارد سال پیش دچار آخرین بمباران سنگین توسط بقایای باقیمانده از شکل‌گیری منظومه شمسی شده است و زمین به دلیل گرانش قوی‌تر باید بمباران شدیدتری را تجربه می کرده. درحالی‌که هیچ شواهد مستقیمی از شرایط زمین ۴ تا ۳٫۸ میلیارد سال پیش وجود ندارد، دلیلی وجود ندارد که اندیشه کنیم زمین نیز تحت تأثیر این آخرین بمباران سنگین قرار نگرفته‌است. این رویداد ممکن است هر جو و اقیانوس پیشینی را از میان برده باشد. در این مورد گازها و آب ناشی از برخورد دنباله‌دار ممکن است در جایگزینی آن‌ها نقش داشته باشند، اگرچه رهش گاز از آتشفشان‌های روی زمین حداقل نیمی از آن‌ها را تأمین می‌کرد. با این حال، اگر حیات میکروبی زیرسطحی تا این مرحله فرگشت یافته بود، از بمباران جان سالم به‌در می‌برد.

## نخستین شواهد از زندگی روی زمین
نخستین جانداران شناسایی‌شده، بسیار ریز و نسبتاً بدون ویژگی بودند و فسیل‌های آنان مانند میله‌های کوچکی به‌نظر می‌رسیدند که تشخیص آن‌ها از ساختارهایی که از طریق فرآیندهای فیزیکی غیرزیستی ایجاد می‌شوند، بسیار دشوار است. قدیمی‌ترین شواهد بی‌چون‌وچرای حیات روی زمین، که به‌عنوان باکتری‌های فسیل‌شده تفسیر می‌شوند، به ۳ میلیارد سال پیش برمی‌گردد. یافته‌های دیگر در سنگ‌هایی که به حدود ۳٫۵ میلیارد سال پیش مربوط می‌شوند، به‌عنوان باکتری تفسیر شده‌اند و شواهد زمین‌شیمیایی نیز به‌نظر می‌رسد وجود حیات را در ۳٫۸ میلیارد سال پیش نشان می‌دهند. با این حال، این تجزیه و تحلیل‌ها به دقت بررسی شدند و فرآیندهای غیرزیستی یافت شدند که می‌توانستند همه «نشانه‌های حیات» گزارش‌شده را ایجاد کنند. اگرچه این ثابت نمی‌کند که ساختارهای یافت‌شده منشأ غیرزیستی داشته‌اند، اما نمی‌توان آن‌ها را به‌عنوان شواهد روشنی برای وجود حیات درنظر گرفت. آثار زمین‌شیمیایی از سنگ‌های رسوب‌شده در ۳٫۴ میلیارد سال پیش به‌عنوان شواهدی برای حیات تفسیر شده‌اند.
شواهدی از میکروب‌های فسیل‌شده که قدمت آن‌ها ۳٫۷۷ تا ۴٫۲۸ میلیارد سال تخمین زده می‌شود، در کمربند نووآگیتوک گرین‌استون در کبک، کانادا یافت شد، اگرچه این شواهد به‌دلیل بی‌نتیجه بودن مورد مناقشه هستند.

## خاستگاه حیات روی زمین
بیشتر زیست‌شناسان استدلال می‌کنند که همه جانداران روی زمین باید یک نیای مشترک جهانی داشته باشند، زیرا عملاً ناممکن است که دو یا چند دودمان جداگانه بتوانند به‌طور مستقل سازوکارهای زیست‌شیمیایی پیچیده مشترک میان همه جانداران را توسعه دهند.
بنابر یک سناریوی متفاوت یک نیای جهانی واحد، مثلاً یک "سلول نخستین" یا یک سلول پیش‌ساز انفرادی نخستین، هرگز وجود نداشته است. در عوض، فرگشت زیست‌شیمیایی اولیه حیات سبب تنوع از طریق گسترش یک جمعیت چندفنوتیپی از پیش‌سلول‌ها شد که از آن سلول‌های پیش‌ساز (پروتوسل‌ها) سه حوزه حیات پدیدار شدند. بنابراین، تشکیل سلول‌ها یک فرآیند پیاپی بود.

### ظهور مستقل روی زمین
حیات روی زمین بر پایه کربن و آب است. کربن چارچوب‌های پایداری برای مواد شیمیایی پیچیده فراهم می‌کند و می‌توان آن را به‌راحتی از محیط، به ویژه از کربن دی‌اکسید، استخراج کرد. هیچ عنصر شیمیایی دیگری وجود ندارد که ویژگی‌های آن به اندازه کافی شبیه به کربن باشد تا بتوان آن را آنالوگ نامید؛ سیلیسیم، عنصری که مستقیماً زیر کربن در جدول تناوبی قرار دارد، مولکول‌های پیچیده پایدار بسیاری تشکیل نمی‌دهد و از آنجا که بیشتر ترکیبات آن در آب نامحلول هستند و از آنجا که سیلیسیم دی‌اکسید در مقایسه با کربن دی‌اکسید در دماهای مرتبط با جانداران، جامدی سخت و ساینده است، استخراج آن برای جانداران دشوارتر خواهد بود. عناصر بور و فسفر شیمی پیچیده‌تری دارند اما نسبت به کربن از محدودیت‌های دیگری متأثر هستند. آب یک حلال خوب است و دو ویژگی سودمند دیگر دارد: این واقعیت که یخ شناور است، جانداران آبزی را قادر می‌سازد تا در زمستان در زیر آن زنده بمانند. و مولکول‌های آن دارای انتهای الکتریکی منفی و مثبت هستند که آن را قادر می‌سازد دامنه گسترده‌تری از ترکیبات را نسبت به دیگر حلال‌ها تشکیل دهد. دیگر حلال‌های خوب، مانند آمونیاک، تنها در دماهای بسیار پایینی مایع هستند که واکنش‌های شیمیایی ممکن است برای حفظ حیات بسیار کند باشند و فاقد دیگر مزایای آب هستند. با این حال، جانداران مبتنی بر زیست‌شیمی جایگزین ممکن است در سیارات دیگر نیز وجود داشته باشند.
پژوهش در مورد چگونگی پیدایش حیات از مواد شیمیایی غیرزنده بر سه نقطه آغاز ممکن متمرکز است: خودهمانندسازی، یعنی توانایی یک جاندار در زایش فرزندانی که بسیار شبیه به خودش هستند؛ متابولیسم، یعنی توانایی آن در تغذیه و ترمیم خود؛ و غشاهای سلولی خارجی، که اجازه ورود غذا و خروج مواد زائد را می‌دهند، اما مواد ناخواسته را از میان می‌برند. پژوهش در مورد پیدایش حیات غیرزیستی هنوز راه درازی در پیش دارد، زیرا رویکردهای نظری و تجربی تازه آغاز به برقراری ارتباط با یکدیگر کرده‌اند.

### نخست همانندسازی: جهان آران‌ای
حتی ساده‌ترین اعضای سه حوزه مدرن حیات، از دی‌ان‌ای برای ثبت «دستورالعمل‌های» خود و از آرایه‌ای پیچیده از مولکول‌های آران‌ای و پروتئین برای «خواندن» این دستورالعمل‌ها و به‌کارگیری آن‌ها برای رشد، نگهداری و خودهمانندسازی استفاده می‌کنند. کشف اینکه برخی از مولکول‌های آران‌ای می‌توانند هم تکثیر خود و هم ساخت پروتئین‌ها را کاتالیز کنند، منجر به فرضیه اشکال اولیه حیات شد که کاملاً مبتنی بر آران‌ای بود. این ریبوزیم‌ها می‌توانستند جهان آران‌ای را تشکیل دهند که در آن افراد وجود داشتند اما هیچ گونه‌ای وجود نداشت، زیرا جهش‌ها و انتقال افقی ژن به این معنی بود که فرزندان احتمالاً ژنوم‌های متفاوتی از والدین خود داشتند و فرگشت در سطح ژن‌ها به جای جانداران رخ می‌داد. آران‌ای سپس با دی‌ان‌ای جایگزین شد که می‌تواند ژنوم‌های طولانی‌تر و پایدارتری بسازد، وراثت‌پذیری را تقویت کند و قابلیت‌های جانداران منفرد را گسترش دهد. ریبوزیم‌ها به‌عنوان اجزای اصلی ریبوزوم‌ها، «کارخانه‌های پروتئین» در سلول‌های مدرن، باقی مانده‌اند. شواهد نشان می‌دهد که نخستین مولکول‌های آران‌ای پیش از ۴٫۱۷ میلیارد سال پیش روی زمین تشکیل شده‌اند.
اگرچه مولکول‌های آران‌ای کوتاه خودهمانندساز به‌صورت مصنوعی در آزمایشگاه‌ها تولید شده‌اند، تردیدهایی در مورد امکان سنتز طبیعی غیرزیستی آران‌ای مطرح شده است. نخستین "ریبوزیم‌ها" ممکن است از اسیدهای نوکلئیک ساده‌تری مانند PNA ،TNA یا GNA تشکیل شده باشند که سپس توسط آران‌ای جایگزین شده‌اند.
در سال ۲۰۰۴، پیشنهاد شد که رسوبات سولفید فلزی متخلخل به سنتز آران‌ای در دمای حدود ۱۰۰ درجه سانتیگراد (۲۱۲ درجه فارنهایت) و فشارهای کف اقیانوس در نزدیکی چاه‌های گرمابی کمک می‌کنند. بنابر این فرضیه، غشاهای لیپیدی آخرین اجزای اصلی سلول خواهند بود که ظاهر می‌شوند و تا آن زمان، پروتوسل‌ها به منافذ محدود می‌شوند.

### نخست غشاها: جهان چربی
پیشنهاد شده‌است که «حباب‌های» دو جداره از لیپیدها، مانند آن‌هایی که غشاهای خارجی سلول‌ها را تشکیل می‌دهند، ممکن است نخستین گام ضروری بوده باشند. آزمایش‌هایی که شرایط زمین اولیه را شبیه‌سازی کرده‌اند، تشکیل لیپیدها را گزارش کرده‌اند و این لیپیدها می‌توانند به‌طور خودجوش لیپوزوم‌ها، «حباب‌های» دوجداره را تشکیل دهند و سپس خود را تکثیر کنند. اگرچه آن‌ها ذاتاً دربردارنده اطلاعات مانند اسیدهای نوکلئیک نیستند، اما برای طول عمر و تولیدمثل در معرض انتخاب طبیعی قرار می‌گیرند. اسیدهای نوکلئیک مانند آران‌ای ممکن است در درون لیپوزوم‌ها آسان‌تر از بیرون از آن‌ها تشکیل شده باشند.

### فرضیه خاک رس
آران‌ای پیچیده است و در مورد اینکه آیا می‌توان آن را به‌صورت غیرزیستی در طبیعت تولید کرد، تردیدهایی وجود دارد. برخی از خاک‌های رس، به‌ویژه مونتموریونیت، دارای ویژگی‌هایی هستند که آن‌ها را به شتاب‌دهنده‌های محتمل برای ظهور جهان آران‌ای تبدیل می‌کند: آن‌ها با تکثیر خودبه‌خودی الگوی بلوری خود رشد می‌کنند؛ آن‌ها تحت تأثیر یک آنالوگ از انتخاب طبیعی قرار می‌گیرند، زیرا "گونه" رس که در یک محیط خاص سریع‌ترین رشد را دارد، به سرعت چیره می‌شود؛ و می‌توانند تشکیل مولکول‌های آران‌ای را کاتالیز کنند. اگرچه این ایده به اجماع علمی تبدیل نشده است، اما هنوز طرفداران فعالی دارد.
پژوهش در سال ۲۰۰۳ گزارش داد که مونتموریونیت همچنین می‌تواند تبدیل اسیدهای چرب به "حباب" را تسریع کند و "حباب‌ها" می‌توانند آران‌ای متصل به خاک رس را در بر بگیرند. این "حباب‌ها" سپس می‌توانند با جذب لیپیدهای اضافی رشد کرده و سپس تقسیم شوند. تشکیل سلول‌های اولیه ممکن است با فرآیندهای مشابه کمک شده باشد.
فرضیه مشابهی، رس‌های غنی از آهنِ خودتکثیرشونده را به‌عنوان اجداد نوکلئوتیدها، لیپیدها و اسیدهای آمینه معرفی می‌کند.

### نخست متابولیسم: جهان آهن-گوگرد
مجموعه‌ای از آزمایش‌ها که از سال ۱۹۹۷ آغاز شد، نشان داد که مراحل اولیه تشکیل پروتئین‌ها از مواد معدنی شامل کربن مونوکسید و هیدروژن سولفید را می‌توان با استفاده از آهن سولفید و نیکل سولفید به‌عنوان کاتالیزور انجام داد. بیشتر مراحل به دمای حدود ۱۰۰ درجه سانتیگراد (۲۱۲ درجه فارنهایت) و فشار متوسط نیاز داشتند، اگرچه یک مرحله به ۲۵۰ درجه سانتیگراد (۴۸۲ درجه فارنهایت) و فشاری معادل فشار موجود در زیر ۷ کیلومتر (۴٫۳ مایل) سنگ نیاز داشت. از این رو پیشنهاد شد که سنتز خودپایدار پروتئین‌ها می‌تواند در نزدیکی دریچه‌های هیدروترمال رخ داده باشد.

### نخست متابولیسم: پیش‌سلول‌ها (سلول‌سازی متوالی)
در این سناریو، فرگشت زیست‌شیمیایی حیات سبب تنوع از طریق توسعه جمعیتی چندفنوتیپی از پیش‌سلول‌ها، یعنی جانداران در حال فرگشت حیات اولیه با ویژگی‌های متفاوت و انتقال ژن افقی گسترده، شد.

تنوع اولیه حیات با نظریه پیش‌سلولی کندلر (کندلر ۱۹۹۸، ص ۲۲)

از این جمعیت پیش‌سلولی، گروه‌های بنیانگذار A، B، C و سپس از آن‌ها، سلول‌های پیش‌ساز (که در اینجا پروتوسل نامیده می‌شوند) سه حوزه حیات به ترتیب پدید آمدند و نخست به حوزه باکتری‌ها، سپس به حوزه باستانیان و در پایان به حوزه یوکاریوت‌ها منجر شدند.
برای توسعه سلول‌ها (سلول‌سازی)، پیش‌سلول‌ها باید توسط پوشش‌هایی (یعنی غشاها، دیواره‌ها) از محیط اطراف خود محافظت می‌شدند. به‌عنوان مثال، توسعه دیواره‌های سلولی سفت و سخت با خلق پپتیدوگلیکان در باکتری‌ها (حوزه باکتری‌ها) ممکن است پیش‌نیاز بقای موفقیت‌آمیز، تابش و استعمار آن‌ها در تقریباً تمام زیستگاه‌های ژئوسفر و هیدروسفر بوده باشد.
این سناریو می‌تواند توزیع شبه‌تصادفی ویژگی‌های مهم فرگشتی را در میان سه حوزه و در عین حال، وجود اساسی‌ترین ویژگی‌های زیست‌شیمیایی (کد ژنتیکی، مجموعه اسیدهای آمینه پروتئین و غیره) را در هر سه حوزه (وحدت حیات) و همچنین رابطه نزدیک میان باستانیان و یوکاریوت‌ها را توضیح دهد. طرحی از سناریوی پیش سلولی در شکل مجاور نشان داده شده است، که در آن پیشرفت‌های مهم فرگشتی با اعداد نشان داده شده‌اند.

### محیط‌های پیش‌زیستی

#### چشمه‌های زمین‌گرمایی
نشان داده شده‌است که چرخه‌های خشک-مرطوب در چشمه‌های زمین‌گرمایی، مشکل هیدرولیز را حل کرده و پلیمریزاسیون و کپسوله‌شدن وزیکول‌های زیست‌پلیمرها را افزایش می‌دهند. دمای چشمه‌های زمین‌گرمایی برای زیست‌مولکول‌ها مناسب است. کانی‌های سیلیس و سولفیدهای فلزی در این محیط‌ها دارای ویژگی‌های فوتوکاتالیستی برای کاتالیز زیست‌مولکول‌ها هستند. قرار گرفتن در معرض اشعه ماوراء بنفش خورشید همچنین سنتز زیست‌مولکول‌هایی مانند نوکلئوتیدهای آران‌ای را افزایش می‌دهد. تجزیه و تحلیل رگه‌های زمین‌گرمایی در یک محیط چشمه زمین‌گرمایی ۳٫۵ گیگا سال پیش (یک میلیارد سال پیش) نشان داد که عناصر مورد نیاز برای خاستگاه حیات، یعنی پتاسیم، بور، هیدروژن، گوگرد، فسفر، روی، نیتروژن و اکسیژن، در چنین محیط‌هایی وجود دارند. مالکیدجانیان و همکارانش دریافتند که چنین محیط‌هایی غلظت یونی یکسانی با سیتوپلاسم سلول‌های مدرن دارند. اسیدهای چرب در چشمه‌های زمین‌گرمایی اسیدی یا کمی قلیایی پس از چرخه‌های خشک و مرطوب، به صورت وزیکول‌هایی جمع می‌شوند، زیرا در چشمه‌های زمین‌گرمایی غلظت کمتری از املاح یونی وجود دارد، زیرا آن‌ها محیط‌های آب شیرین هستند، برخلاف آب دریا که غلظت بالاتری از املاح یونی دارد. برای اینکه ترکیبات آلی در چشمه‌های زمین‌گرمایی وجود داشته باشند، احتمالاً توسط شهاب‌های کربنی منتقل شده‌اند. مولکول‌هایی که از شهاب‌ها سقوط کردند، سپس در چشمه‌های زمین‌گرمایی انباشته شدند. چشمه‌های زمین‌گرمایی می‌توانند فسفات آبی را به شکل اسید فسفریک جمع کنند. بر اساس مدل‌های آزمایشگاهی، این غلظت‌های فسفات برای تسهیل بیوسنتز کافی نیست. در مورد پیامدهای فرگشتی، سلول‌های هتروتروف آب شیرین که به ترکیبات آلی سنتز شده وابسته بودند، سپس به دلیل قرار گرفتن پیوسته در معرض نور خورشید و همچنین دیواره‌های سلولی آن‌ها با پمپ‌های یونی برای حفظ متابولیسم درون سلولی خود پس از ورود به اقیانوس‌ها، فتوسنتز را فرگشت دادند.

#### دریچه‌های زمین‌گرمایی دریایی عمیق
ذرات معدنی کاتالیزوری و سولفیدهای فلزات واسطه در این محیط‌ها توانایی کاتالیز ترکیبات آلی را دارند. دانشمندان شرایط آزمایشگاهی مشابه با دودی‌کننده‌های سفید را شبیه‌سازی کردند و با موفقیت آران‌ای الیگومریزه شده را به طول ۴ واحد اندازه‌گیری کردند. اسیدهای چرب زنجیره بلند را می‌توان از طریق فرایند فیشر-تروپش سنتز کرد. آزمایش دیگری که شرایط مشابه دودی‌کننده‌های سفید را نیز تکرار کرد، با وجود اسیدهای چرب زنجیره بلند، منجر به تجمع وزیکول‌ها شد. پیشنهاد می‌شود که واکنش‌های اگزرژونیک در دریچه‌های زمین‌گرمایی منبع انرژی آزاد بوده‌اند که واکنش‌های شیمیایی، سنتز مولکول‌های آلی را افزایش داده و باعث ایجاد گرادیان‌های شیمیایی می‌شوند. در نظام‌های دریچه‌های سنگی کوچک، ساختارهای غشایی میان آب دریا قلیایی و اقیانوس اسیدی برای گرادیان‌های پروتون طبیعی مفید هستند. سنتز نوکلئوباز می‌تواند با دنبال کردن مسیرهای زیست‌شیمیایی جهانی با به‌کارگیری یون‌های فلزی به‌عنوان کاتالیزور انجام شود. مولکول‌های آران‌ای با ۲۲ باز می‌توانند در منافذ دریچه‌های زمین‌گرمایی قلیایی پلیمریزه شوند. منافذ نازکی نشان داده شده است که تنها پلی‌نوکلئوتیدهای بلند را جمع می‌کنند در حالی که منافذ ضخیم هم پلی‌نوکلئوتیدهای کوتاه و هم بلند را جمع می‌کنند. حفره‌های معدنی کوچک یا ژل‌های معدنی می‌توانند محفظه‌ای برای فرآیندهای غیرزیستی باشند. یک تجزیه و تحلیل ژنومی از این فرضیه پشتیبانی می‌کند زیرا آن‌ها ۳۵۵ ژن را یافتند که احتمالاً در ۶٫۱ میلیون ژن پروکاریوتی توالی‌یابی شده به LUCA ردیابی می‌شوند. آن‌ها LUCA را به‌عنوان یک بی‌هوازی گرمادوست با مسیر وود-لیونگدال بازسازی می‌کنند که دلالت بر خاستگاه حیات در دودهای سفید دارد. LUCA همچنین مسیرهای زیست‌شیمیایی دیگری مانند گلوکونئوژنز، چرخه کربس ناقص معکوس، گلیکولیز و مسیر پنتوز فسفات، از جمله واکنش‌های بیوشیمیایی مانند آمیناسیون کاهنده و ترانس‌آمیناسیون را نشان داده است.

#### تخم حیات از جای دیگر
فرضیه پان‌اسپرمیا آشکار نمی‌سازد که حیات، نخست چگونه پدید آمده‌است، بلکه تنها احتمال آمدن آن را از جایی جز زمین بررسی می‌کند. این ایده که حیات روی زمین از جای دیگری در کیهان "بذرپاشی" شده است، حداقل به فیلسوف یونانی آناکسیماندروس در قرن ششم پیش از میلاد برمی‌گردد. در قرن بیستم، این فرضیه توسط شیمی‌فیزیک‌دان سوانته آرنیوس، توسط اخترشناسان فرد هویل و چاندرا ویکرامسینگه، و زیست‌شناس مولکولی فرانسیس کریک و شیمی‌دان لسلی اورگل مطرح شد.
سه نسخه اصلی از فرضیه «از جای دیگر» وجود دارد: از جای دیگری در منظومه شمسی از طریق تکه‌هایی که توسط یک برخورد شهاب‌سنگ یا سیارک بزرگ به فضا پرتاب شده‌اند، که در این صورت معتبرترین منابع عبارتند از  مریخ و زهره؛ توسط بازدیدکنندگان بیگانه، احتمالاً در نتیجه آلودگی تصادفی توسط میکروب‌هایی که با خود آورده‌اند؛ و از بیرون از منظومه شمسی اما به روش طبیعی.
آزمایش‌هایی در مدار پایین زمین، مانند EXOSTACK، نشان داده‌اند که برخی از هاگ میکروب‌ها می‌توانند از شوک پرتاب شدن به فضا جان سالم به‌در ببرند و برخی می‌توانند حداقل ۵٫۷ سال در معرض تشعشعات فضای بیرونی زنده بمانند. شهاب‌سنگ آلن هیلز ۸۴۰۰۱، که زمانی بخشی از پوسته مریخ بود، شواهدی از گلبول‌های کربناتی با بافت و اندازه‌ای که نشان‌دهنده فعالیت باکتری‌های زمینی است را نشان می‌دهد. دانشمندان در مورد احتمال پیدایش حیات به‌طور مستقل در مریخ، یا در سیارات دیگر در کهکشان ما، اختلاف نظر دارند.

#### دریاچه‌های سرشار از کربنات
یک نظریه، ریشه‌های حیات را به دریاچه‌های سرشار از کربنات فراوان که در زمین نخستین پراکنده بوده‌اند، نسبت می‌دهد. فسفات سنگ‌بنای اساسی منشأ حیات بوده است، زیرا جزء حیاتی نوکلئوتیدها، فسفولیپیدها و آدنوزین تری‌فسفات است. فسفات اغلب در محیط‌های طبیعی به دلیل جذب توسط میکروب‌ها و میل ترکیبی آن با یون‌های کلسیم کاهش می‌یابد. در فرآیندی به نام «رسوب آپاتیت»، یون‌های فسفات آزاد با یون‌های کلسیم فراوان در آب واکنش می‌دهند تا به‌شکل کانی‌های آپاتیت از محلول رسوب کنند. دانشمندان هنگام تلاش برای شبیه‌سازی فسفریلاسیون پیش‌زیستی، تنها زمانی به موفقیت دست یافته‌اند که از سطوح فسفر بسیار بالاتر از غلظت‌های طبیعی امروزی استفاده کنند.
این مشکل فسفات کم در محیط‌های سرشار از کربنات حل می‌شود. در حضور کربنات، کلسیم به‌راحتی واکنش می‌دهد و به‌جای کانی‌های آپاتیت، کلسیم کربنات تشکیل می‌دهد. با حذف یون‌های کلسیم آزاد از محلول، یون‌های فسفات دیگر از محلول رسوب نمی‌کنند. این امر به طور خاص در دریاچه‌هایی که هیچ جریان ورودی ندارند، دیده می‌شود، زیرا هیچ کلسیم جدیدی به بدنه آبی وارد نمی‌شود. پس از اینکه همه کلسیم به کلسیم کربنات (کلسیت) تبدیل شد، غلظت فسفات می‌تواند به سطوح لازم برای تسهیل ایجاد زیست‌مولکول‌ها افزایش یابد.
اگرچه دریاچه‌های سرشار از کربنات در دوران مدرن دارای شیمی قلیایی هستند، مدل‌ها نشان می‌دهند که دریاچه‌های کربناته هنگامی در بافت اسیدی جو سرشار از کربن دی اکسید اولیه زمین قرار می‌گیرند، pH به اندازه کافی پایین برای سنتز پیش‌زیستی داشته‌اند. آب باران سرشار از اسید کربنیک، سنگ‌های سطح زمین را با سرعتی بسیار بیشتر از امروز هوازده شده است. با هجوم بسیار فسفات، عدم بارش فسفات و عدم استفاده میکروبی از فسفات در این زمان، مدل‌ها نشان می‌دهند که فسفات به غلظت‌هایی تقریباً ۱۰۰ برابر بیشتر از امروز رسیده است. سطح pH و فسفات مدل‌سازی شده دریاچه‌های سرشار از کربنات زمین نخستین تقریباً با شرایط مورد استفاده در آزمایش‌های آزمایشگاهی کنونی در مورد منشأ حیات مطابقت دارد.
مشابه فرآیندی که توسط فرضیه‌های چشمه‌های آب گرم زمین‌گرمایی پیش‌بینی شده است، تغییر سطح دریاچه‌ها و عملکرد امواج، شورابه غنی از فسفر را در سواحل خشک و استخرهای حاشیه‌ای رسوب داد. این خشک‌شدن محلول، واکنش‌های پلیمریزاسیون را تقویت کرده و آب کافی را برای تقویت فسفریلاسیون، فرآیندی جدایی‌ناپذیر برای ذخیره و انتقال انرژی زیستی، از میان می‌برد. هنگامی که این زیست‌مولکول‌های تازه تشکیل شده توسط بارندگی بیشتر و عملکرد امواج شسته شدند، پژوهشگران به این نتیجه رسیدند که این زیست‌مولکول‌های تازه تشکیل شده ممکن است دوباره به دریاچه شسته شده باشند و امکان وقوع نخستین سنتزهای پری‌بیوتیک روی زمین را فراهم کرده باشند.